# QoS
QoS (англ. Quality of service, укр. Якість обслуговування),
у широкому значенні — якість послуг, які надає комунікаційна мережа.
У вузькому технічному значенні в IT, цей термін означає - набір методів для управління ресурсами пакетних мереж.
QoS є необхідним для пакетних мереж, які використовуються для сервісів працюючих у режимі реального часу, насамперед VoIP. Мережеві протоколи, які обслуговують сервіси реального часу є чутливими до якості обслуговування, а саме до втрати пакетів даних, затримок у передачі пакетів та нерівномірності цих затримок.
Найпростішим, але найдорожчим методом гарантування необхідної якості обслуговування є використовування каналів зв'язку з високою пропускною смугою. Суть інших методів полягає у пріоритетному наданні ресурсів мережі трафіку чутливих протоколів за рахунок протоколів, яким не потрібна висока якість обслуговування, наприклад: FTP, HTTP.

## Механізм роботи
Для більшості випадків якість зв'язку визначається чотирма параметрами:
- Пропускна смуга — описує доступну пропускну здатність каналу зв'язку. Виміряється у бітовій швидкості — bit/s (bps), kbit/s (kbps), Mbit /s (Mbps).
- Затримка при передачі пакета[en], виміряється у мілісекундах.
- Джиттер (Jitter) — нерівномірність затримок пакетів[en] при передачі пакетів.
- Втрата пакетів (Packet loss[en]) — визначає кількість пакетів, загублених у мережі під час передачі.

Для простоти розуміння канал зв'язку можна представити у вигляді умовної труби, а пропускну здатність описати як функцію двох параметрів: ширини труби і її довжин.
Коли передача даних зіштовхується із проблемою «вузького місця» для прийому й відправлення пакетів на роутерах звичайно використається метод FIFO: перший прийшов — перший пішов (First In — First Out). При інтенсивному трафіку це створює затори, які вирішуються вкрай простим чином: всі пакети що не ввійшли до черги FIFO (на вхід або на вихід) ігноруються роутером, і відповідно губляться безповоротно. Розумніший метод — використати «розумну» чергу, у якій пріоритет у пакетів залежить від типу сервісу — ToS (Type of Service). Необхідна умова: пакети повинні вже нести мітку типу сервісу для створення «розумної» черги. Звичайні користувачі найчастіше зіштовхуються з терміном QoS у домашніх роутерах з підтримкою QoS. Наприклад досить логічно дати високий пріоритет VoIP пріоритет і низький — пакетам FTP, SMTP і клієнта файлообмінної мережі.

## Моделі QoS

### Негарантована доставка— Best Effort Service
Наявність марки ToS Best Effort Service не є механізмом тонкого регулювання, і є ознакою простого збільшення пропускної здатності без якого-небудь виділення окремих класів трафіка й регулювання.

### Інтегрований Сервіс— Integrated Service (IntServ)
Згідно з RFC 1633, модель інтегрованого обслуговування забезпечує наскрізну (англ. End-to-End) якість обслуговування, гарантуючи необхідну пропускну здатність. IntServ використовує для своїх цілей протокол сигналізації RSVP, що забезпечує виконання вимог до всіх проміжних вузлів. У відношенні IntServ часто використається термін — резервування ресурсів (англ. Resource reservation).

### Диференційоване обслуговування— Differentiated Service (DiffServ)
Описана в RFC 2474 і RFC 2475. Забезпечує QoS на основі розподілу ресурсів у ядрі мережі й певних класифікаторів й обмежень на границі мережі, комбінуючих з метою надання необхідних послуг. У цій моделі вводиться поділ трафіка по класах, для кожного з яких визначається свій рівень QoS. DiffServ складається з керування формуванням трафіка (класифікація пакетів, маркування, керування інтенсивністю) і керування політикою (розподіл ресурсів, політика відкидання пакетів). DiffServ є найбільш підходящим прикладом «розумної» пріоритезації трафика.

## Технології QoS
- Шейпінг
- Полісінг[en]

## Застосування, що вимагають QoS
Певна якість обслуговування може знадобитися для низки мережних застосунків, зокрема:
- потокові мультимедіа-застосування вимагають гарантованої пропускної здатності каналу
- VoIP і відеоконференеції вимагають невеликих значень джіттера і затримки
- низка застосувань, наприклад як віддалена хірургія, вимагають гарантованого рівня надійності

## Альтернативне визначення й суб'єктивна оцінка QoS
Іншим методом оцінки якості, особливо в IP-телефонії і IPTV є метричний метод, що відбиває або пророкує суб'єктивно досвідчену якість. Використовуються суб'єктивні оцінки й показники типу — «користувач відчував роботу», «ступінь задоволення користувача», «число щасливих клієнтів». Метод зветься Mean Opinion Score (MOS), або Якість виходячи з Досвіду (QoE — quality of experience) — абсолютно суб'єктивне поняття, або Метод Експертних Оцінок. У цьому контексті, QoS — сукупний ефект від задоволення замовника сервісів, що зачіпають всі види обслуговування. Це визначення оцінює відповідний застосунок у вигляді суб'єктивної оцінки й коректується відповідними коефіцієнтами про: час відповіді, наявності й величини провалів, шумів, сторонніх розмов, рівня гучності, частотної характеристики, помітної луни тощо, і також включає суб'єктивну оцінку обслуговування (служба підтримки).